# Abdul Hamid (hockeista su prato)
Abdul Hamid, detto Hamidi (in urdu عبد الحمید حمیدی‎?; Bannu, 7 gennaio 1927 – Rawalpindi, 12 luglio 2019), è stato un hockeista su prato pakistano. Ha rappresentato il Pakistan a quattro edizioni consecutive dei Giochi olimpici: Londra 1948, Helsinki 1952, Melbourne 1956, dove ha vinto la medaglia d'argento, e Roma 1960, vincendo la medaglia d'oro.

## Palmarès
- Giochi olimpici

Melbourne 1956: argento
Roma 1960: oro